# Гай Марций Цензорин
 За политик на Римската република в началото на 1 век пр.н.е. вижте Гай Марций Цензорин (привърженик на Марий).  
Гай Марций Цензорин (на латински: Gaius Marcius Censorinus; † 3 г.) e политик на ранната Римска империя.

## Биография
Той произлиза от фамилията Марции и е син на Луций Марций Цензорин (консул 39 пр.н.е.).
През 18 пр.н.е. е магистър на Монетния двор, след това легат на Агрипа в Азия. През 8 пр.н.е. е консул заедно с Гай Азиний Гал. През 2/3 г. е проконсул на Азия.